# 神戸精養軒
神戸精養軒（こうべせいようけん）は、株式会社神戸精養軒本店が運営し、六甲山麓の 神戸市灘区上野通7丁目にある1972年（昭和47年）創業の西洋料理店（フランス料理）。本店での営業のほか、兵庫県立神戸高等学校内のレストランの料理の監修や調理も担当する。また、髙島屋（東京日本橋店、大阪難波店）など百貨店でのレトルト食品の販売も行っている。

## 概要
1972年に創業者の井上弥枝子が、現在の六甲山麓の地に開業。弟である浅草の生まれの井上康司が、東京のホテルや日本におけるフランス料理店の草分けである上野精養軒、その他名店でフランス料理の修業、腕を磨いた後、料理長として就任。
当時、店舗の周辺は現在のように開発されておらず商売には不向きな上、関東の味が神戸で受け入れられるかなど不明な中での出発だったが、料理長の井上康司が「健康」と「幸福」をテーマに、様々な食材とそれに呼応した調理技術を確立、和風なアレンジを加えたことなどから広く神戸市民に受け入れられるようになった。井上は神戸フランス料理研究会の会長を歴任し、神戸のフレンチ業界の重鎮でもある。現在は2代目の井上康信が跡を継ぐ。創業以来のデミグラスソースに定評があるほか、黒毛和牛と黒豚の煮込みハンバーグが百貨店でも販売されている。例年、灘区総合芸術祭にも協賛している。

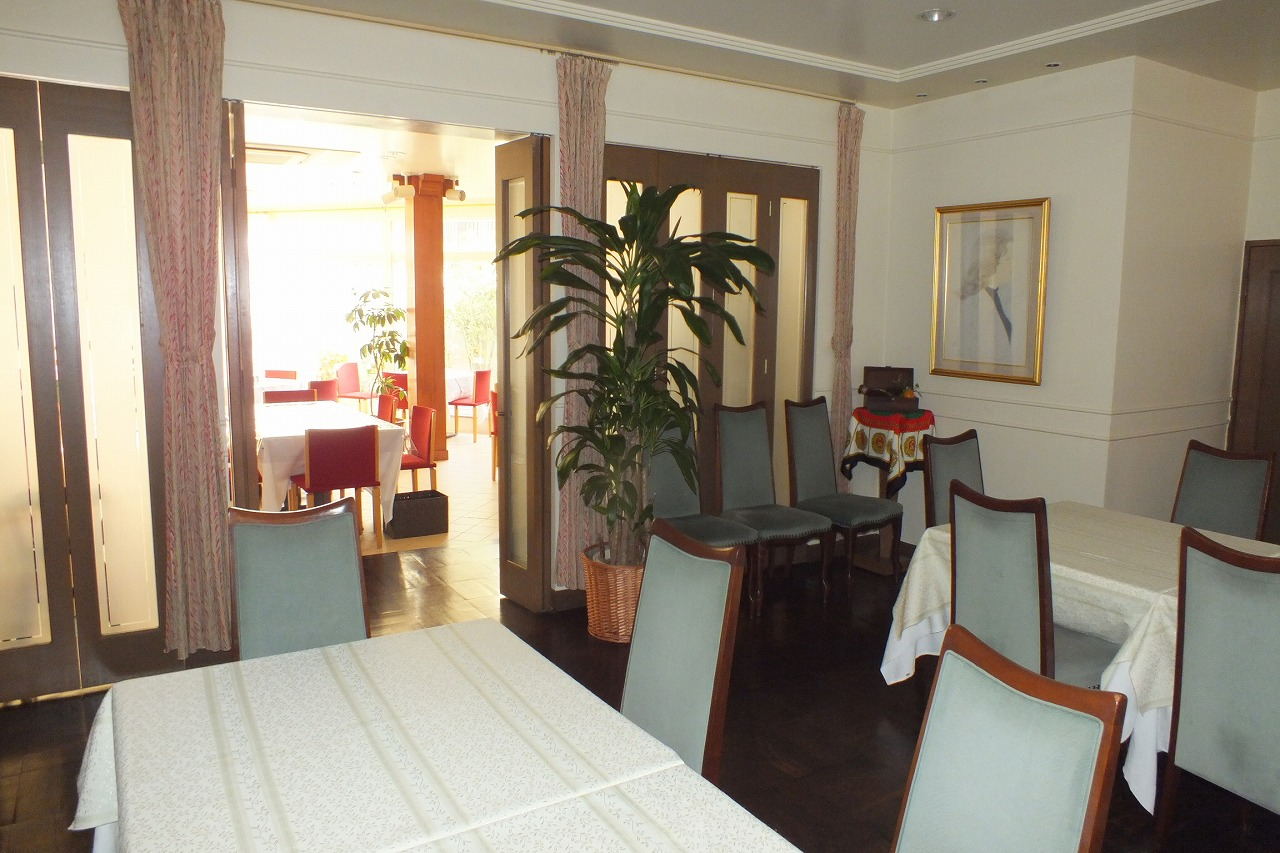
神戸精養軒店内
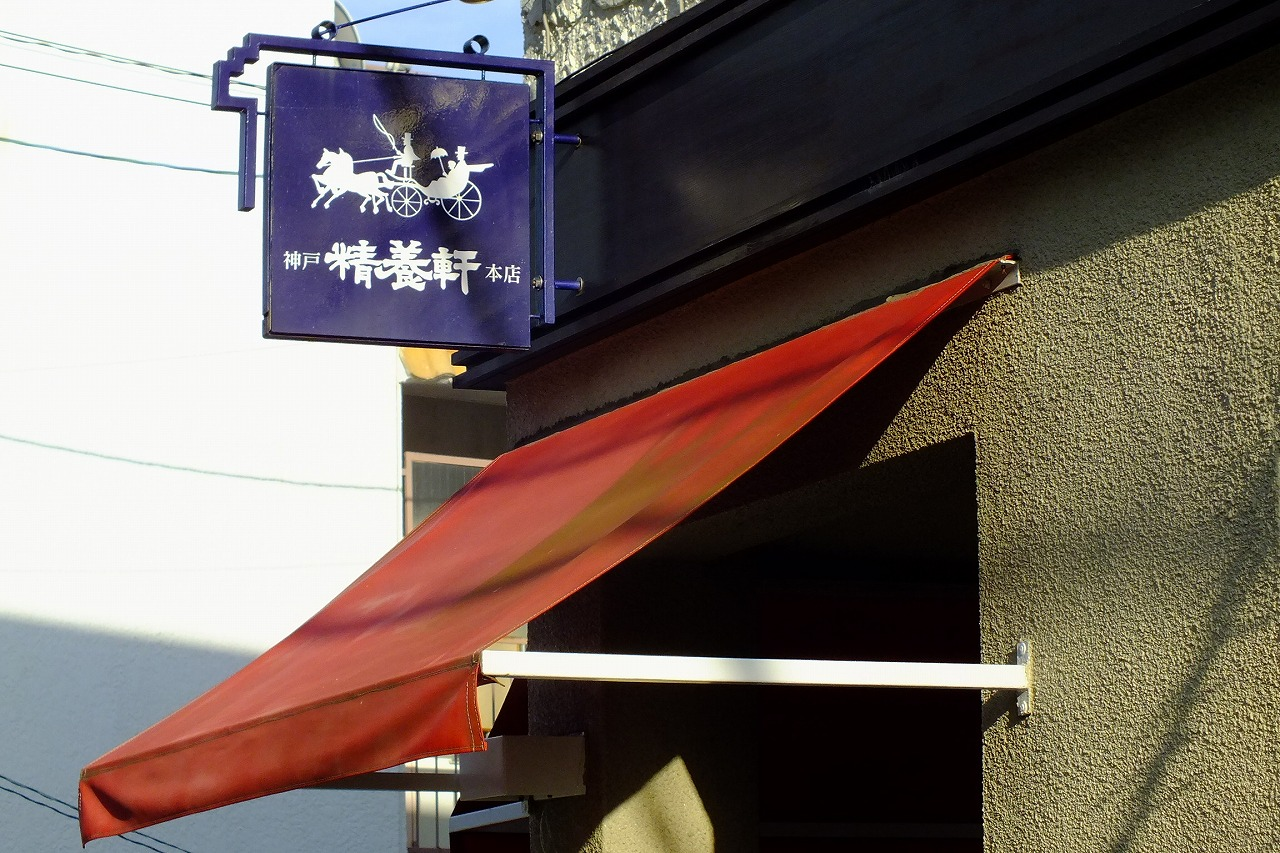
神戸精養軒看板

## 井上康司
- 現会長の井上康司は平成18年度神戸市技能功労者、全日本厨子協会平成23年度協会表彰総本部会長賞受賞などの受賞歴のほか、神戸市保健福祉局と神戸スローフード協会が主催する「神戸食育フェア」など料理体験の講師などとしても活動している[9]。

- 2015年4月30日には全日本司厨士協会兵庫県本部理事や神戸フランス料理研究会顧問などを務めたことや、料理界で後進の指導に熱心であったこと、兵庫県立神戸高等学校の家庭科実習での講師を務めたことなどが評価され、「ひょうごの匠」に認定された[10][11][3]。

## 所在地
本店
- 兵庫県神戸市灘区上野通７丁目4番17号

神戸高校内レストラン
- 兵庫県神戸市灘区城の下通一丁目5番1号 神戸高校内

## 参考サイト
- 関西食文化研究会
- 神戸フランス料理研究会
- 神戸新聞2015/5/1 07:00「ひょうごの匠」に12職種29人 神戸で認定式